# 花を下さい
『花を下さい』（はなをください）は、1991年10月28日 - 12月27日にTBS『花王 愛の劇場』枠にて放送されていた日本のテレビドラマ。全45話。

## キャスト
- マリ子:岡田奈々
- 政樹:並木史朗（現・並樹史朗）
- 美紀:森口瑤子
- 辰子:野村昭子
- 順子:高沢順子
- 謙二:野口五郎
- 山村:左右田一平
- 別所:上杉祥三

## スタッフ
- 監督 - 中山史郎
- 脚本 - 桃井章
- 音楽 - 岩田雅之
- 演出 - 川田理